# Urbisaglia
Urbisaglia is een gemeente in de Italiaanse provincie Macerata (regio Marche) en telt 2820 inwoners (per 31-12-2004). De oppervlakte bedraagt 22,8 km², de bevolkingsdichtheid is 124 inwoners per km².

## Demografie
Urbisaglia telt ongeveer 1028 huishoudens. Het aantal inwoners steeg in de periode 1991-2001 met 4,8% volgens cijfers uit de tienjaarlijkse volkstellingen van ISTAT.
| Jaar | Inwoneraantal |
| ---- | ------------- |
| 1991 | 2633          |
| 2001 | 2760          |

## Geografie
De gemeente ligt op ongeveer 310 m boven zeeniveau.
Urbisaglia grenst aan de volgende gemeenten: Colmurano, Corridonia, Loro Piceno, Petriolo, Tolentino.

## Titulair bisdom
Sinds 1968 is het dorp een titulair bisdom (Urbs Salvia) en sinds 1987 een titulair aartsbisdom. De Vaticaanse prelaat Bertello was titulair bisschop van Urbs Salvia. Georg Gänswein is momenteel titulair aartsbisschop van Urbs Salvia.

## Externe link

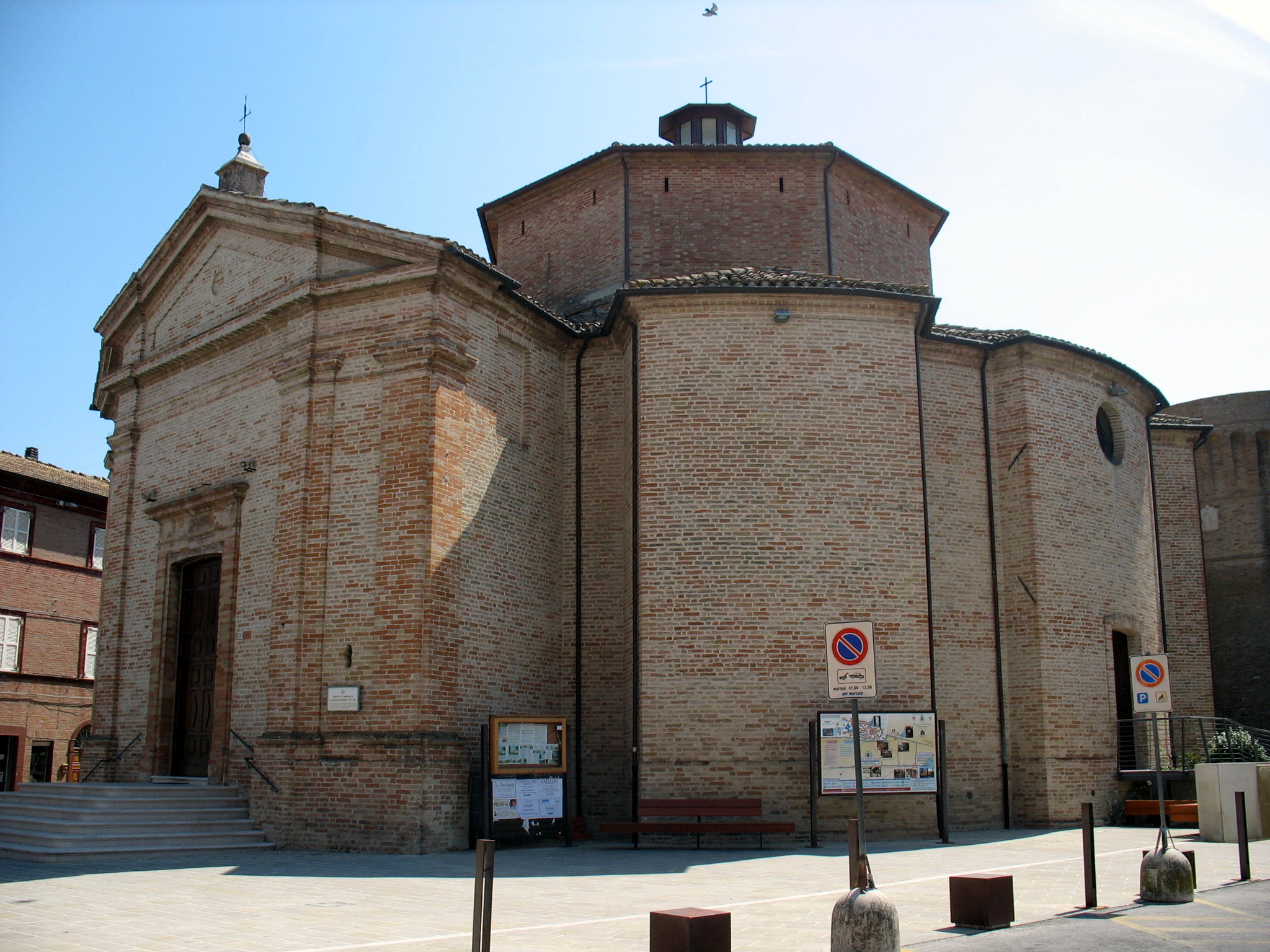
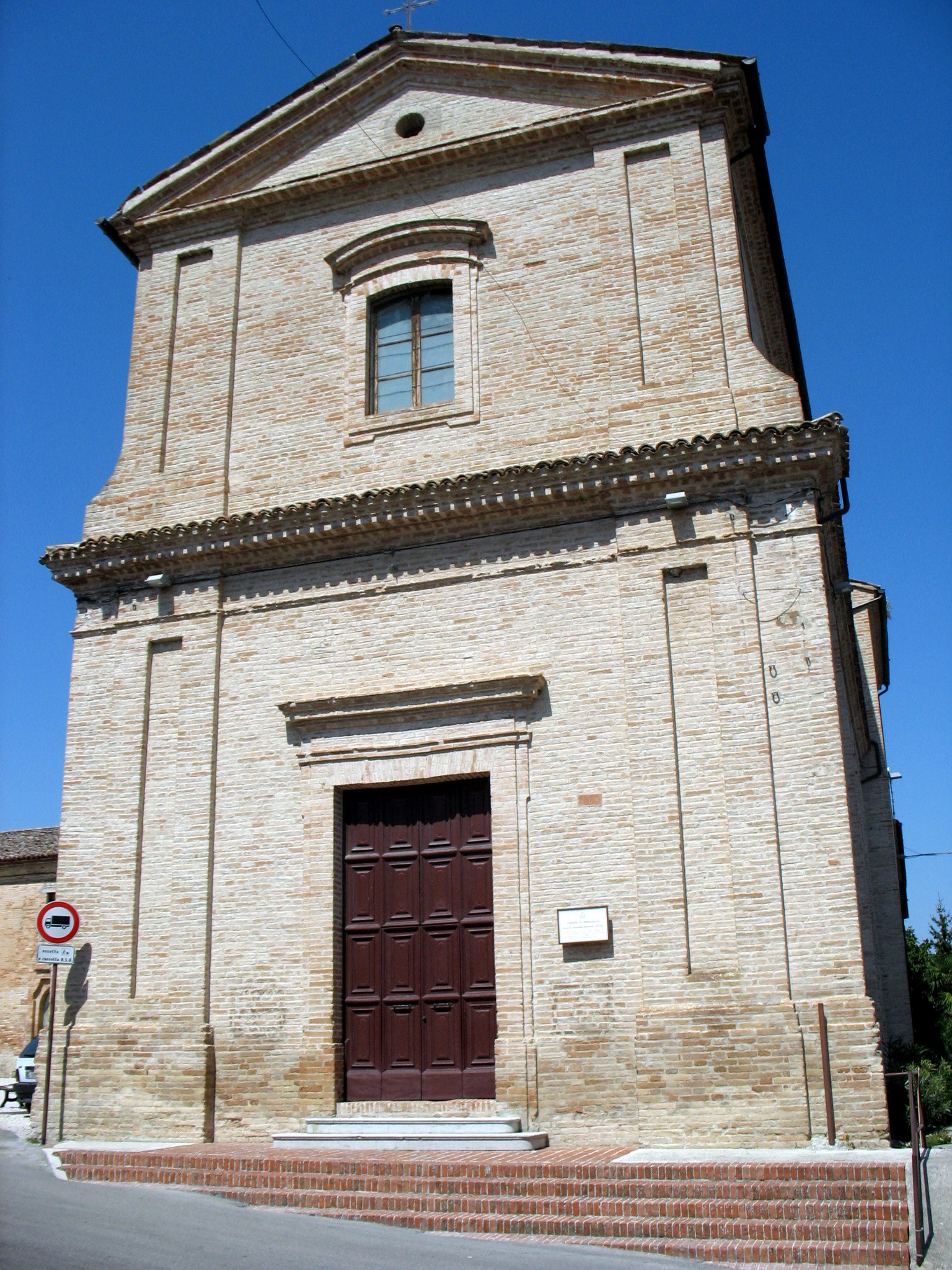
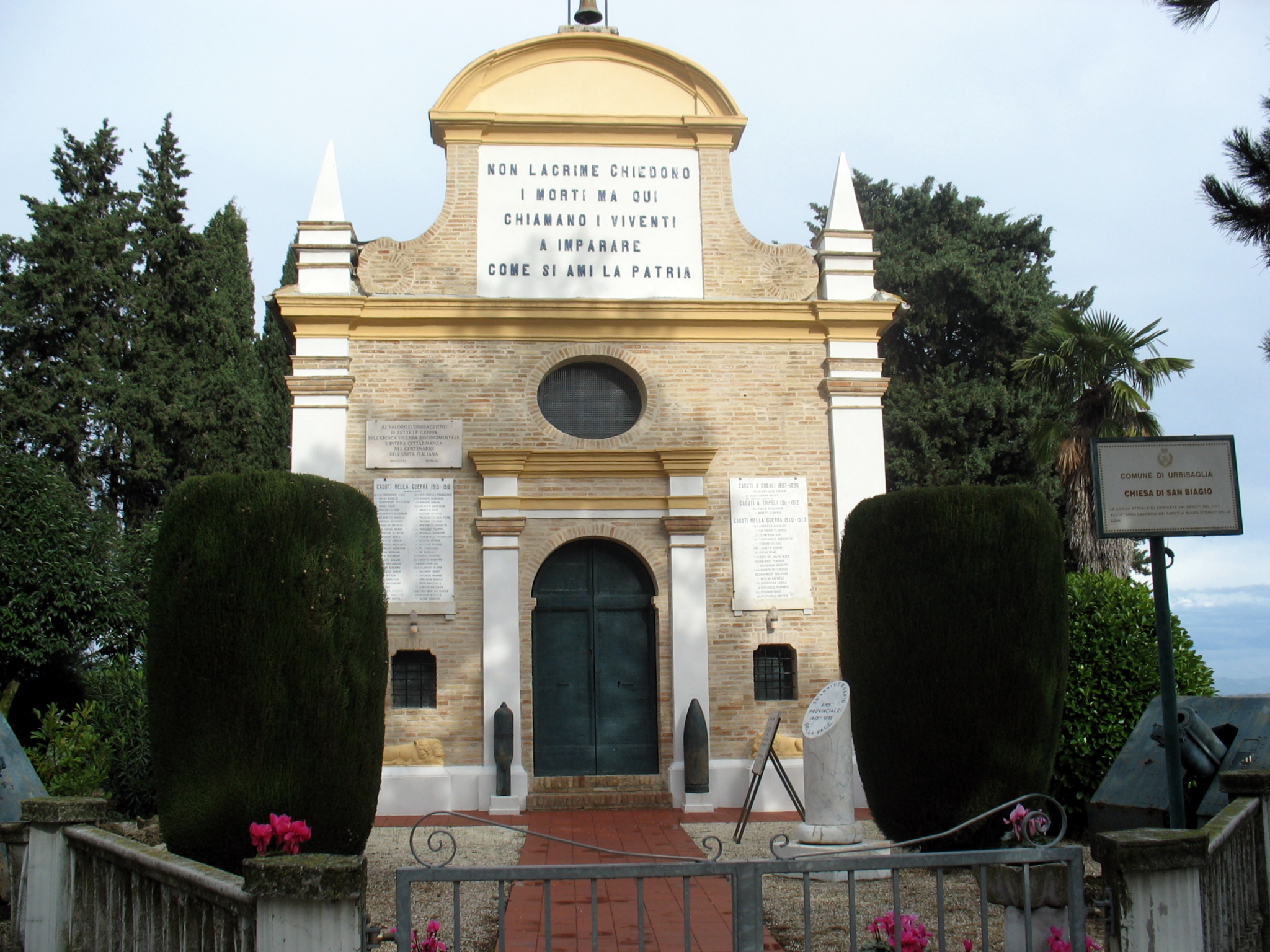